# Краус, Франц Ксаверий
Франц Ксаверий Краус (нем. Franz Xaver Kraus; 18 сентября 1840 —28 декабря 1901) — католический богослов и археолог.
Профессор в Страсбурге, затем во Фрайбурге. Написал: «Observationes criticae in Synesii Cyrenaei epistolas» (Регенсб., 1863), «Die Blutampullen der röm. Katakomben» (Франкфурт, 1868): «Die christ. Kunst in ihren 'frühesten Anfängen» (Лпц., 1872); «Das Spottcrucifix von Palatin» (Фрейбург, 1872); «Roma sotteranea» (Фрейб., 1873); «Ueber Begriff, Umfang und Geschichte der christ. Archäologie» (Фрейбург, 1879); «Realencyklopädie der christ. Altertümer» (там же, 1880—1886); «Die Kunstdenkmäler des Grosherzogtums Baden» (Фрейб., 1887—1892); «Die christ. Inschriften der Rheinlande» (1890—1894) и др.